# Woman・S
「Woman・S」（ウーマン・エス）は、1986年11月21日に発売されたPSY・Sの4枚目のシングル。

## 概要
両曲共アルバム『PIC-NIC』からシングルカット。
表題曲は、フジテレビ・関西テレビ系「さんまのまんま」エンディング・テーマ。
1991年発売ベスト・アルバム『TWO HEARTS』に“New Version”にて収録。
本作はヴァージョン・ミックスに関する表記が見受けられないがアナログ盤『PIC-NIC』収録ヴァージョンから前奏が30秒以上エディットされた。当ヴァージョンは未CD化のままである。
B面「Old-fashioned Me」はアルバム『PIC-NIC』と同一。

## 収録曲

### SIDE A
1. Woman・S  –  (4:36)
  - 作詞：佐伯健三、作曲・編曲：松浦雅也
  - フジテレビ・関西テレビ系「さんまのまんま」テーマソング

### SIDE B
1. Old-fashioned Me  –  (5:02)
作詞：安則まみ、作曲・編曲：松浦雅也